# Двадесетоугао
У геометрији, двадесетоугао је многоугао са двадесет темена и двадесет страница.

### Правилни двадесетоугао
Правилни двадесетоугао је двадесетоугао код кога су све странице једнаке дужине и сви унутрашњи углови једнаки.
Сваки унутрашњи угао правилног двадесетоугла има 162° (степена), а збир свих унутрашњих углова било ког двадесетоугла износи 3240°.
Ако му је основна страница дужине {\displaystyle a\,\!}, површина правилног двадесетоугла се одређује формулом

{\displaystyle P=5a^{2}\mathop {\mathrm {ctg} } \,{\frac {\pi }{20}}=5a^{2}\left(1+{\sqrt {5}}+{\sqrt {5+2{\sqrt {5}}}}\right)\approx 31.5688a^{2}}.
Површина двадесетоугла се може израчунати и помоћу формула
{\displaystyle P=10R^{2}\sin {\frac {\pi }{10}}=20r^{2}\mathop {\mathrm {tg} } \,{\frac {\pi }{20}}}
где је са {\displaystyle R} означен полупречник описаног круга, а са {\displaystyle r} полупречник уписаног круга.
Обим правилног двадесетоугла коме је страница дужине {\displaystyle a\,\!} је једнак {\displaystyle 20a\,\!}.

### Конструкција
Правилни двадесетоугао се може конструисати уз помоћ лењира и шестара. 

Једна од могућих конструкција се надовезује на конструкцију десетоугла. Довољно је најпре конструисати правилни десетоугао, а затим и симетралу сваке његове странице и у пресеку са кружницом добити још десет тачака које ће са теменима десетоугла чинити двадесет темена правилног двадесетоугла.

## Где се може видети двадесетоугао
Посебна врста крста, свастика, је двадесетоугао.